# Benjamin Disraeli
Benjamin Disraeli [dɪzˈreɪli], 1. hrabě z Beaconsfieldu, (21. prosinec 1804 – 19. duben 1881) byl britský státník, člen Konzervativní strany, premiér a spisovatel. Jako mladík konvertoval k anglikanismu, nicméně byl prvním a jediným britským předsedou vlády s židovskými kořeny. Sehrál důležitou roli ve stabilizaci Konzervativní strany po rozkolu způsobeném zrušením cla na obilí (tzv. Obilné zákony).
I když byl hlavní postavou protekcionistického křídla konzervativců, jeho vztahy s vůdcem strany Stanleyem nebyly až do 60. let příliš dobré. Od roku 1852 se jeho hlavním politickým rivalem stal pozdější předseda Liberální strany William Gladstone. Disraeliho hlavního výhodou v tomto střetu byly velmi dobré vztahy s královnou Viktorií.
V době, kdy se aktivně angažoval v politice, byl činný i jako spisovatel. Jeho povídky ale nejsou považovány za základní díla britské literatury Viktoriánského období. Mezi britskými premiéry je svou činností jako spisovatel výjimkou. Dvě funkční období také zastával funkci rektora Glasgowské univerzity.

## Mládí
Narodil se jako druhé dítě a nejstarší syn v rodině literárního kritika a historika Isaaca D'Israeliho a jeho ženy Marie. Jeho dědeček Benjamin D'Israeli pocházel z italského městečka Cento z rodiny sefardských Židů. Pravopis svého jména si upravil vypuštěním apostrofu ve 30. letech. Nejdříve navštěvoval malou školu v Blackheathu. Od roku 1817 studoval školu v Higham Hall, zatímco jeho mladší bratr navštěvoval prestižnější Winchester College. Otec Isaac byl nábožensky vlažný, měl roztržky v synagoze a judaismus opustil. Jeho přítel, historik Sharon Turner jej v roce 1817 přesvědčil, aby své děti včetně Benjamina v zájmu šance na lepší život nechal pokřtít.
Jeho otec předpokládal, že se bude věnovat právnické kariéře. Roku 1824 cestoval se svým otcem po Belgii a tam se rozhodl, že práva opustí. Roku 1839 se oženil s bohatou vdovou Marií Lewisovou.

## Politická kariéra
Poslancem Dolní sněmovny byl zvolen roku 1837 za obvod Maidstone.
I když byl konzervativec, prosazoval spojenectví mezi velkostatkáři a dělnickou třídou, proti narůstající moci obchodníků a průmyslníků. Před přijetím zákona reformujícího volební právo neměli příslušníci dělnické třídy právo volit, a tak neměli žádný politický vliv.
Premiér Robert Peel ho pominul při jmenování členů své vlády roku 1841 a Disraeli se tak stal jeho hlasitým kritikem. Přelom roků 1845 a 1846 byl poznamenán sporem o zrušení cla na obilí. Koalice konzervativců, zastánců volného obchodu, radikálů a whigů prosadila zákon na zrušení tohoto cla, což způsobilo rozštěpení Konzervativní strany. Zastánci Peelovy politiky (většina zkušených konzervativních politiků) se přiklonili k whigům, zatímco druhá skupina kolem Disraeliho a Smith-Stanleye tvořila nové konzervativce.
Po pádu vlády Johna Russela na počátku roku 1852 se stal premiérem Smith-Stanley a Disraeli zastával funkci ministra financí. Tato vláda měla jen krátkou dobu trvání a na konci téhož roku padla. Ve druhé vládě sestavené Stanleyem byl znovu pověřen funkcí ministra financí.
Po porážce návrhu reformy volebního zákona, předloženého Gladstonem roku 1866, navrhli následující rok se Stanleyem vlastní znění úprav, které jim měly zaručit kontrolu nad změnami volebního práva a jak doufali i zvýšení počtu poslanců. Reforma volebního zákona zvýšila počet voličů téměř na dvojnásobek, vytvořila volební obvody v patnácti do té doby nezastoupených městech a zvýšila zastoupení velkých měst, jakými byly Liverpool a Manchester.

## První období

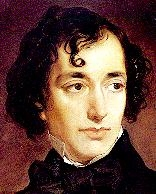
Mladý Disraeli, namalováno v roce 1852

Stanleyův zdravotní stav se zhoršoval, v únoru 1868 z funkce premiéra odstoupil a tak se stal jeho nástupcem. Konzervativní vláda byla kabinetem menšinovým a přijetí reformy volebního práva vyvolalo nutnost vyhlásit nové všeobecné volby.
Hlavním tématem jeho prvního funkčního období bylo řešení otázek souvisejících s Irskou církví. I když bylo Irsko převážně katolické, existovala zde i protestantská církev, která byla financována z výběru daní. Inicioval rozhovory s kardinálem Manningem o založení římskokatolické univerzity v Dublinu, ale mezitím Gladstone vydal prohlášení, ve kterém navrhl zrušení Irské protestantské církve. Tento návrh rozdělil konzervativce, zatímco vedl ke sjednocení liberálů. Po volbách získala Liberální strana v dolní komoře parlamentu většinu a konzervativní vláda padla.

## Druhé období
Po šesti letech v opozici zvítězila Konzervativní strana ve volbách roku 1874 a Disraeli byl pověřen sestavením vlády. Jeho kabinet přijal mnoho zákonů reformujících pracovní podmínky dělnické třídy. Kritici pak uváděli, že konzervativní strana zlepšila podmínky dělníků za pět let daleko více než liberálové za předchozích patnáct.
Premiér byl, podle mnoha názorů, zastáncem expanze a zachování moci Britského impéria na Blízkém východě a ve Střední Asii. Vláda bez souhlasu parlamentu získala půjčku od Lionela Rothschilda na koupi 44 % akcií společnosti pro vybudování Suezského průplavu.
Jako zastánce velké hry navrhl zákon, který ustanovil královnu Viktorii císařovnou Indie, a tak ji postavil na tu samou úroveň, na jaké byl ruský car. Snížení vlivu Ruska měl napomoci i vpád do Afghánistánu a podpis kyperské úmluvy s Tureckem, která měla zajistit Británii vliv v této strategicky položené zemi.
Jeho dalším diplomatickým úspěchem byl výsledek Berlínského kongresu roku 1878. Bulharsku byla odepřena úplná samostatnost a tak byla postavena hráz rozpínajícímu se vlivu Ruska na Balkáně. Nicméně potíže v Jižní Africe a v Afghánistánu vedly k oslabení jeho vlády a porážce konzervativců ve volbách roku 1880.

## Pozdní období
Disraeli byl povýšen do šlechtického stavu roku 1876 a byl jmenován hrabětem z Beaconsfieldu. Tím se stal členem Sněmovny lordů.
Konzervativní strana prohrála volby roku 1880 a Disraeli krátce nato onemocněl a v dubnu téhož roku zemřel. Byl pohřben v hrobce pod kostelem svatého Michala na pozemcích svého panství Hughender Manor.